# Erik Adlerz
Erik Adlerz (Estocolmo, Suecia, 23 de julio de 1892-Gotemburgo, 8 de septiembre de 1975) fue un clavadista o saltador de trampolín sueco especializado en saltos desde la plataforma y la plataforma alta, donde consiguió ser campeón olímpico en 1912.

## Carrera deportiva
En las Olimpiadas de 1912 celebradas en Estocolmo ganó dos medallas de oro: en los saltos desde la plataforma y desde la plataforma alta; ocho años después, en los Juegos Olímpicos de 1920 celebrados en Amberes (Bélgica) ganó la medalla de plata en los saltos desde la plataforma, con una puntuación de 99 puntos, tras el estadounidense Clarence Pinkston (oro con 100 puntos) y por delante de otro estadounidense Harry Prieste.